# ラボ情報管理システム

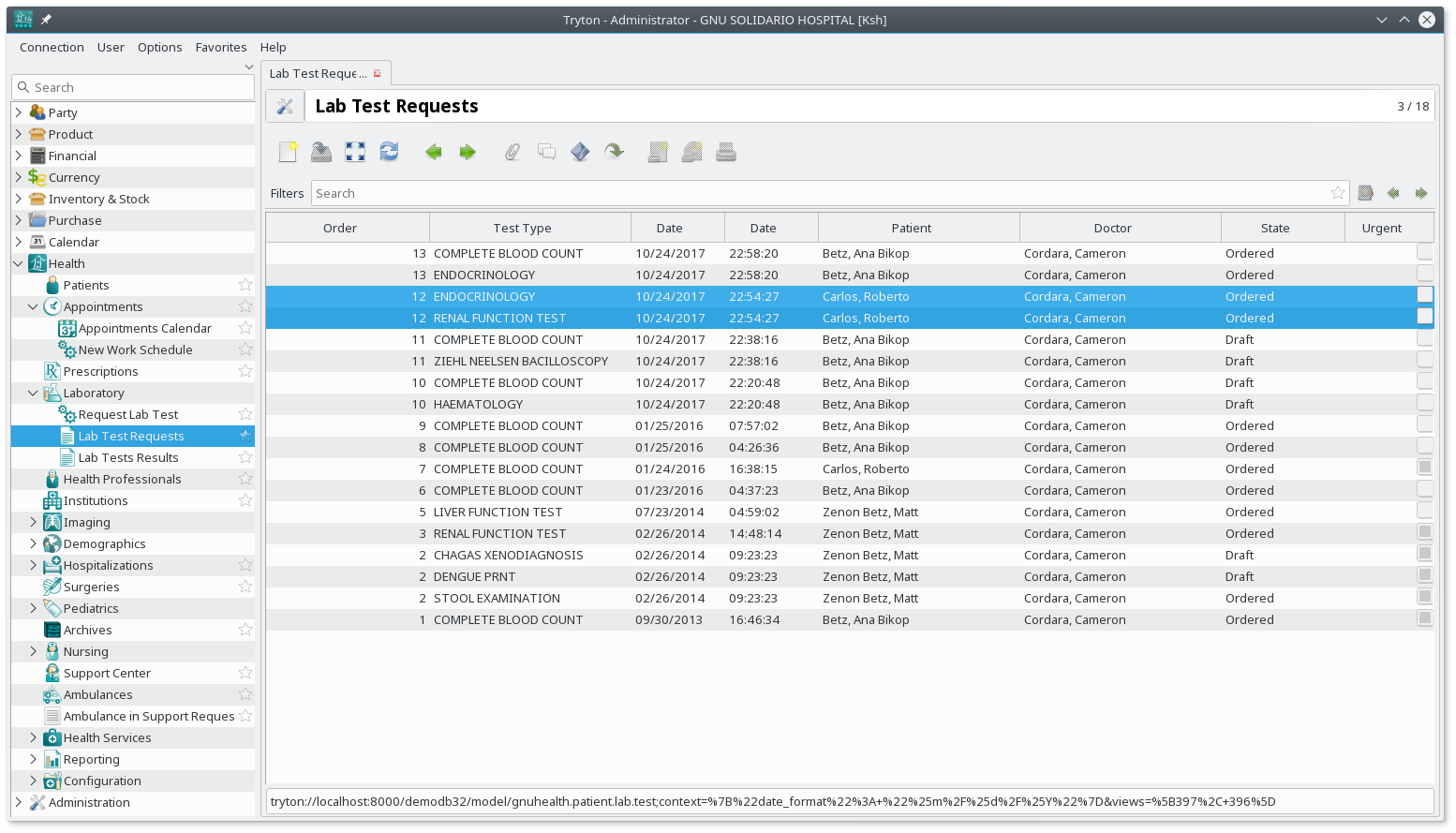
GNU Health プロジェクトを使用したLIMS試験依頼画面

ラボ情報管理システム（laboratory information management system (LIMS)、時として laboratory information system (LIS)やlaboratory management system (LMS)として表記される。）は、大学や企業の試験室で運用される情報管理システムである。主な機能として、品質試験の進行管理やトレーサビリティの記録を行うが、それ以外にも、柔軟な実験機器との接続や、他の業務システムとのデータをやり取りすることで、効率的で信頼できる試験管理を行うシステムである。初期のLIMSは単純な試験記録の追跡ツールに始まったが、今日では試験進捗や結果管理だけでなく、ERPシステム（enterprise resource planning）と連携して実験室や工場の操業を支えるシステムに進歩を遂げてきた。
ラボ情報管理システム(LIMS)は、試験室の様々な業務に対応するシステムなので、厳密にソフトウェア機能を定めた定義は存在しない。ラボ情報管理システム(LIMS)に必要な機能は、使用される試験室の業務に依存するため、システムごとに様々である。 一般的なLIMSシステムでは、試験業務のワークフローを指示したり、試験結果の要約分析を行ったりする機能をもつが、それ以外の機能は、それぞれLIMSシステムごとに大きく異なる。
歴史的にはLIMS、LIS、PDES（process development execution system）システムは似たような機能を持っていた。「LIMS」という言葉は、環境、研究、分析（特に製薬や石油化学製品の分析）業務に使用されるシステムのことを指すことが多い。一方で、「LIS」は犯罪捜査、病院での臨床検査管理システムのことを指すことが多い。「PDES」はより広範囲な、製造プロセス管理のシステムを指し、必ずしも試験室業務の管理に特化したシステムではない。
近年では、LIMS の機能は、サンプル管理という本来の目的を超えてさらに広がっている。 試験プロセスを含めたデータ管理、データマイニング、データ分析、および電子実験ノート (electronic laboratory notebook (ELN)) との統合が進み、単一システム/ソフトウェア 内でこれらの処理を完全に実現できるようになった。さらに、多くの LIMS が包括的に臨床試験データを管理できるようになったため、LIMS と LIS の区別が曖昧なものになりつつある。

## 歴史
1970 年代後半まで、試験室でのサンプル管理と試験実施、その結果報告は、時間のかかる業務であり、多くの場合手作業による記載ミスがあった。そのため、試験の実施とその結果報告方法を合理化が模索された。自社独自の業務システムを工夫する例もあったが、一方で商業的なソリューションとしての、統合された試験/結果報告システム機器の開発を望む声もあった。
1982年に、第1世代のLIMSがスタンドアロン型のコンピューターの形で登場し、そのLIMSは自動で報告書を作成する機能を持っていた。これらの初期のLIMSへの関心が高まるにつれ、ピッツバーグの連邦エネルギー技術センター（Federal Energy Technology Center）の Gerst Gibbon などの業界リーダーは、LIMS関連の会議を通じて取りまとめを始めた。 1988年までに、第2世代の商用LIMS製品はリレーショナルデータベースを利用してLIMSの開発をよりアプリケーションソフトウェア開発の領域に拡張し、国際的なLIMS 会議が本格化した。パーソナルコンピュータが高性能になり注目を集めるようになると、1990年代初頭に第3世代のLIMSが登場した。これらの新しいLIMSはネットワークを用いたクライアント/サーバーアーキテクチャを利用しており、これまでより高機能なデータ処理とデータ共有が行えるようになった。
1995年までに、クライアント/サーバーシステムにより、LIMSはネットワーク上のあらゆる場所でデータを処理できるようになった。翌年にはWeb対応の LIMS が導入され、利用者は試験室の外でもLIMSを操作できるようになった。1996年から2002年にかけて、無線LANの使用や、試料の場所を視覚的に記録する機能、XML標準の採用、インターネット経由での購入機能まで、さまざまな機能がLIMSに組み込まれるに至った。
2012年現在、SaaS（software as a service）の概念がLIMSにも広がるとともに、一部のLIMS には、臨床試験機能、電子実験ノート (electronic laboratory notebook (ELN)) 機能が追加されている。

## 技術的な特徴

### 操作
LIMSの概念は絶えず進化しており、新しい特徴や機能が頻繁に追加されている。試験室の業務要求が変化し、技術の進歩が続くにつれて、LIMSの機能も変化するものである。
だが一方で、LIMSには基本的な特徴や機能が存在する。その機能は大まかに5つの業務処理フェーズに分けることができ、LIMSのソフトウェア機能はそれぞれに分類される。
(1) 試料サンプルの試験登録と、それを依頼した顧客データの受信
(2) 試料サンプルの試験割り当て、スケジューリング、および試料サンプルの追跡
(3) 試料サンプルに使用される分析機器、およびサンプル在庫に関連する処理、品質管理
(4) 試料サンプル試験データの保管
(5) 試験実施、試験結果の編集、承認、報告/または追加試験
ほとんどのLIMSは、以上のようなコア機能を持っている傾向があり、これらの機能は試験室での標準的な業務に準拠している。

#### 試料サンプル管理

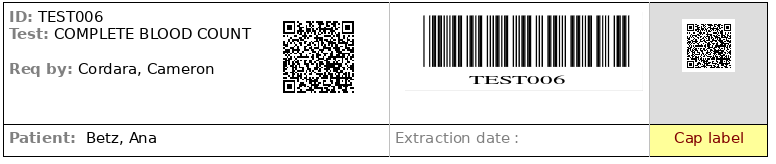
試料サンプル管理のためのバーコードラベルは、管理業務をより効率的にする。

LIMSの中心的な機能は、試料サンプルの管理である。
通常、試験室で分析の必要な試料サンプルを「受領」したときに試験業務が開始される。その際に、試料サンプルはLIMSに「登録」される。
一部のLIMSでは、顧客が試料サンプルの「分析依頼」を LIMSに直接行うことができ、その時点で試料サンプルは「未受領」状態で生成される。
試料サンプル「受領」処理には、試料容器を登録し、試料容器を顧客に送付し、その容器に顧客が試料サンプルを封入し、試験室へ返送する業務が含まれることがある。
「登録」処理は、試料サンプルをLIMSに登録し、バーコードを作成してサンプル容器に添付する場合がある。その時に、試料サンプルの臨床情報や外観情報など、他のさまざまな情報も記録される。
さらに、LIMS は、試料サンプルの保管場所の追跡ができるように記録/登録する。通常、試料サンプルは、特定の冷凍庫に保管されるが、冷蔵庫内の棚、箱、特定位置の粒度まで記録/登録される。試料サンプルの温度管理や、凍結/解凍記録の追跡が必要になる場合もある。
試験業務内容は試験室ごとに大きく異なる可能性があり、最新のLIMSは、それに対応するため追加のオプション機能を実装している。通常LIMSベンダーは、客先である試験室の業務は何であるかについて推測することはできない。そのため、LIMSベンダーはあらかじめ様々な業務内容に適応できるように、簡単に拡張できるLIMSシステムを作成する必要がある。LIMSユーザーは、CLIA、HIPAA、GLP、FDAなどの規定に試験業務が準拠していることに注意しており、業務を管理するLIMSにもその準拠が求められる。これらの規定の主なものは、試験業務記録の追跡がとれるシステムであり、LIMSには監査ログが要求される。場合によっては、LIMSの試料サンプルの試験データを厳密に追跡するために、電子署名システムが必要になる。

#### 試験機器との統合
近年のLIMSでは、実験室の機器や他のシステムとの統合がますます進んでいる。LIMSは、試験装置に向けて試験指示のファイルを送信し、試験操作を指示する場合がある。試験が実施されると、LIMSは試験装置から出力された試験結果ファイルをインポートして、試料サンプルの評価用データを抽出し取り込み、その結果をもとに試料サンプルの品質管理をする。必要に応じて、試験装置の試験結果変更や試験装置の割り当て操作には、誰もが操作できないように、セキュリティ機能が求められる場合がある。
近年のLIMS製品では、試験装置からの生データのインポートと管理も可能になっている。qPCRやディープシーケンシングなどの最新の試験装置では、試験操作あたり数万の測定結果を生成する。さらに、医薬品および診断薬の開発の場合、各サンプルに対して 12個以上の試験操作が実行される場合がある。このデータを管理追跡するために、LIMSシステムは、パフォーマンスを維持しながら、試験データ保存と試験結果インポートの両方で、さまざまな試験方式に対応する必要がある。一部のLIMS製品は、試験結果を加工せずにそのまま保存し、試料サンプルに関連付けるだけでこの問題に対処しているが、このような方式ではデータマイニングやデータ分析時において、これら試験結果の活用が制限されてしまう。

#### データの共有
試験室で作成されるデータ量が指数関数的に増加し、ビジネス需要の増加と収益性への注目が相まって、LIMSベンダーは、LIMSが電子データを交換共有する方法に注目するようになっている。
実験機器の入力および出力データの管理方法、試料サンプル収集データのインポートおよびエクスポート方法、およびモバイル端末とLIMSの統合方法が注目されている。Excelなどのスプレッドシートやその他形式のデータファイルを扱えることは、近年のLIMSの重要側面である。
実際、自前のデータ管理方法からMySQLなどの標準化されたデータベース管理システムへの移行は、試験室のデータ管理方法と共有方法に大きな影響を与えている。多くのLIMSは、モバイル端末からのアクセスやデータベースによる電子データ共有に加えて、病院や診療所の業務で使用される電子カルテとのリアルタイムデータ交換共有をサポートしている。

#### その他機能
試料サンプル管理、試験機器との統合、データの共有などの主要な機能の他にも、LIMSは様々な管理ができる。一例として、以下のような機能がある。
- 監査管理：監査証跡を完全に記録して保管する。

- バーコードの取り扱い：試料サンプルの情報をバーコード形式で扱う。バーコードから情報を読み取り管理する。

- 処理過程の管理：LIMS利用者の立場ごとに、LIMS操作の役割を分けて管理する。

- コンプライアンス：試験室で準拠すべき規制基準に従う。

- 顧客関係管理：顧客と試料サンプルと試験結果について情報交換する。

- 文書管理：試料サンプルのデータを処理して特定の文書形式に変換する。その文書の配布方法とアクセス方法を管理する。

- 機器の校正とメンテナンス：試験機器のメンテナンスと校正をスケジュールし、記録を保持する。

- 在庫と設備管理：重要な消耗品の在庫や設備を記録する。

- 手動電子データ入力：手動での試験結果入力に対しても、信頼性の高いインターフェイスを提供する。

- 試験業務管理：試験プロセスと手順を管理し、各試料サンプル処理ステップをユーザに指示する。

- 人員および業務管理：試験者の勤務スケジュール、業務負荷の管理、レーニング、業務に関係する費用を整理する

- 品質保証と管理：サンプルの品質データ入力、その結果の是正処置や予防処置 (corrective and preventive action, CAPA)の業務処理管理

- レポート：特定の形式で報告書を作成する。関係者へ報告書を配布する。

- 時間追跡：試料サンプルの処理内容や処理時間、化学反応時間を計算して指示する。

- トレーサビリティ：監査証跡や試料サンプルへ行った操作履歴を見えるようにする。

- ワークフロー：試料サンプル、採取されたバッチ（すなわちロット）を追跡できるようにする。

### クライアントシステムを採用する場合
LIMSシステムには、長年にわたっていろいろな設計や分散モデルが使用されて来た。技術の変化に伴い、LIMS のインストール方法、管理方法、および利用方法も変化した。 以下は、に代表的なアーキテクチャを記載する。

#### シッククライアント
シッククライアントシステムは、LIMSシステムにおける伝統的なクライアント/サーバーアーキテクチャであり、システムの一部機能がユーザー (クライアント) のコンピューターに存在し、残りの機能はサーバーに存在する。LIMSソフトウェアは、すべての利用者のクライアントコンピューターにインストールされる。クライアントコンピュータからサーバーに情報を送信するが、これは主にデータの保存を目的としている。ほとんどの処理は、クライアントコンピュータ側で行われる。
この構成は、最初にLIMSシステムが登場した時のアーキテクチャの1つであり、早い処理速度を実現できるメリットがある (処理はサーバーではなく各クライアントで行われるため)。さらに、シッククライアントシステムは、多くの場合、より多くの習熟時間を必要とするが、より豊かなユーザインターフェースを実現できる。クライアント側LIMSの欠点には、より堅牢なクライアントコンピューターが必要であり、LIMSシステムのアップグレードに時間がかかること、およびWebブラウザーの基本機能が不足していることなどがある。シッククライアントのLIMSシステムは、アドオンを介してWeb対応することもできる。
シッククライアントLIMSを使用することでセキュリティが向上すると主張されることがあるが、これは「PC にクライアントアプリケーションがインストールされているユーザーのみがサーバー側の情報にアクセスできる」という誤解から来ている。クライアントアプリケーションからサーバへのアクセス方法のあいまいさに依存するセキュリティ機能として知られており、リバースエンジニアリングや、ネットワーク通信の傍受、または単純にシッククライアントソフトウェアをインストールすることで、簡単に悪意のある攻撃者は介入できてしまう。
シッククライアントLIMSを使用することでセキュリティが向上するという見解は、ケルクホフスの原理に由来する「システム セキュリティは実装またはそのコンポーネントの機密性に依存すべきではない」とする、米国国立標準技術研究所（National Institute of Standards and Technology,NIST）の一般的なサーバーセキュリティに関するガイドの「オープンデザイン」の原則と矛盾している。 

#### シンクライアント
シンクライアントのLIMSシステムは、Web ブラウザからアクセスできる、より新しい設計である。このLIMSソフトウェアは、ユーザーのクライアントコンピュータに情報を保存せずに、サーバー上ですべてを行う。 必要な処理、システムの変更、アップグレードは、サーバー側のLIMS ソフトウェアによって処理される。つまり、一度変更が発生すると、すべてのLIMSユーザーが、変更の影響を受ける。これを実現するためには、Webブラウザーの動作環境をユーザーが維持管理する必要がある。このシステムの利点として、オーナーコストの大幅な削減と、ネットワークおよびクライアント側のメンテナンス費用の削減が考えられる。ただし、この設計は、高速なサーバーアクセスが必要であり、ネットワーク速度を向上させる必要があり、シッククライアントシステムに比べて機能が少ないという欠点がある。 シンクライアントのブラウザと、シッククライアントのソフトウェアインストールを組み合わせたハイブリッド設計も存在する。
一部のLIMSベンダーは、LIMSシステムをクラウド上に「サービスとしてのソフトウェア」(software as a service,SaaS) として提供し始めている。これらのソリューションは、オンプレミスのシステムよりも構成しにくい傾向があるため、利用者数が少なく業務処理量が限られている試験室など、要求の少ないユーザ向けと考えられている。
シンクライアントアーキテクチャのもう1つの特徴は、保守、保証、およびサポート契約だ。 サポート価格は通常、ライセンス料金に比例し、例えばLIMSシステムに10人の使用者がいたとして、基本的なサポート内容は、約10時間のサポートサービスと客先特化したサービスであり、1時間あたり約200ドルである。最初の1年後にサポート契約を中止することを選択する購入者もいるかもしれないが、多くの場合、サポートを継続する方が経済的であり、トータルコストが低く抑えられる。

#### Web対応
Web対応のアーキテクチャは、基本的に、シッククライアントにWebブラウザコンポーネントが追加された設計である。この構成では、LIMSクライアントソフトウェアに機能が追加されており、ユーザーはブラウザを介してLIMSソフトウェアとやり取りができる。 この機能は通常、Webクライアントから実行できる特定機能のみしか対応しない。Web対応アーキテクチャをもつLIMSの主な利点は、利用者がクライアント側とサーバー側の両方でデータにアクセスできることである。ソフトウェアの更新するときは、シッククライアントアーキテクチャと同様に、すべてのクライアントコンピュータに更新適用する必要がある。
この設計は、Webブラウザからホストサーバーへの常時アクセスが必要であり、クライアント、サーバ、Webブラウザ間のクロスプラットフォーム機能が必要であり、システムを運用する上でより多くのコストが発生することを意味する。

#### Webベース
WebベースのLIMSアーキテクチャは、シッククライアントアーキテクチャとシンクライアントアーキテクチャのハイブリッドである。クライアント側の処理の多くはWebブラウザーを介して行われるが、LIMSはクライアントデバイスにインストールされたブラウザ以外のソフトウェア動作環境が必要な場合もある。処理の結果は、Webブラウザーを介して利用者に分かりやすいが、Webブラウザー上とは別にバックグラウンドでシッククライアントのような処理が実行される場合がある。この場合、Webベースのアーキテクチャには、より使いやすいWebインターフェイスだけでなく、シッククライアントのように多くの機能を提供できるという利点がある。この設計の欠点として考えられるのは、システム管理の埋没費用が増え、モバイル端末からLIMSを使用する場合に支障が出ることである。

### 構成
LIMSシステムの実装は、時間とコストがかかることで有名である。これは、各試験室での業務要求が様々であり、ほとんどのLIMS製品は、多様な要件に適応する柔軟性に欠けているためでもある。
ソフトウェア設計における最新の手法を利用した、特にデータ層において、適応性が高い新しいLIMSソリューションが出現し始めている。これは、実装の時間とコストを抑え、陳腐化のリスクが最小限に抑えられることを意味する。

## LIMSとLISの違い
LIMSと検査情報システム (Laboratory Information System, LIS) は、特徴に違いがあり、しばしば別の意味を持つ。
LIMSは伝統的に、生物学研究所、水処理施設、医薬品試験、など複雑なデータを処理および報告するように設計されている。LISは、主に医療臨床現場で個々の患者に関連するデータ処理および報告するために設計されている。
LIMSシステムは、適正な製造基準 (good manufacturing practice, GMP) を満たし、さまざまな業界の規制機関や研究者の報告と監査要求を満たす必要がある。一方で、LISシステムは、医療サービス機関（病院認定機関、HIPAA、その他臨床医）への報告および監査要求を満たさなければならない。
LIMSは、時に研究所で運用されるような、試験サンプルをまとめて処理/管理する(「バッチ」と「サンプル」を扱う)システムで最も使われているが、LIS は通常、臨床検査室で運用されるような、患者個人個人の検査をする(「被験者」や「標本」を扱う) システムで最も使われている。LISはFDAによって医療機器として規制されているため、ソフトウェアを製造する企業は責任を負う。 このため、LISシステム利用者は、基準に準拠したLIS製品のまま使用する必要があり、業務によりカスタマイズできない。

## 準拠基準
LIMSは、FDA（Food and Drug Administration (United States)）の21 CFR Part 11 や、ISO/IEC 17025、ISO 15189、ISO 20387、Good Clinical Practice (GCP)、Good Laboratory Practice (GLP)、Good Manufacturing Practice (GMP)、FDA Food Safety Modernization Act (FSMA)、HACCP、ISBERなど、基準への準拠が求められる場合がある。